# هيلين ألينغهام
هيلين ألينغهام (بالإنجليزية: Helen Allingham) (26 سبتمبر 1848 - 28 سبتمبر 1926) هي رسامة ألوان مائية ورسامة توضيحية بريطانية من العصر الفيكتوري.

## السيرة الذاتية
ولدت ماري إليزابيث بيترسون في 26 سبتمبر 1848 في سوادلينكوت بداربيشير، والدها الطبيب أليكساندر هنري بيترسون، ووالدتها ماري هيرفورد بيترسون، وهي الابنة الكبرى لسبعة أشقاء، وقد انتقلت الأسرة إلى ألترينتشام في شيشاير عندما كانت في عمر سنة. عام 1862 توفي والدها وشقيقتها الصغرى إيزابيل ذات الثلاث سنوات بوباء الخناق، ثم انتقلت الأسرة إلى برمنجهام حيث يقيم بعض أفراد عائلتها.
ظهرت موهبة هيلين في سن صغيرة، ألهمتها جدتها لأمها سارة سميث هيرفورد، وخالتها لورا هيرفورد، وهما فنانتين. أصبحت أختها كارولين بيترسون فنانة بارزة أيضًا. درست هيلين الفن في مدرسة برمنغهام للتصميم (تأسست عام 1843). منذ عام 1867 التحقت بالمدرسة الوطنية التدريبية للفنون في لندن، والتي كان بها قسم للنساء، وقد درست فيها خالتها لورا قبلها، أطلق عليها فيما بعد الكلية الملكية للفنون.

## العمل

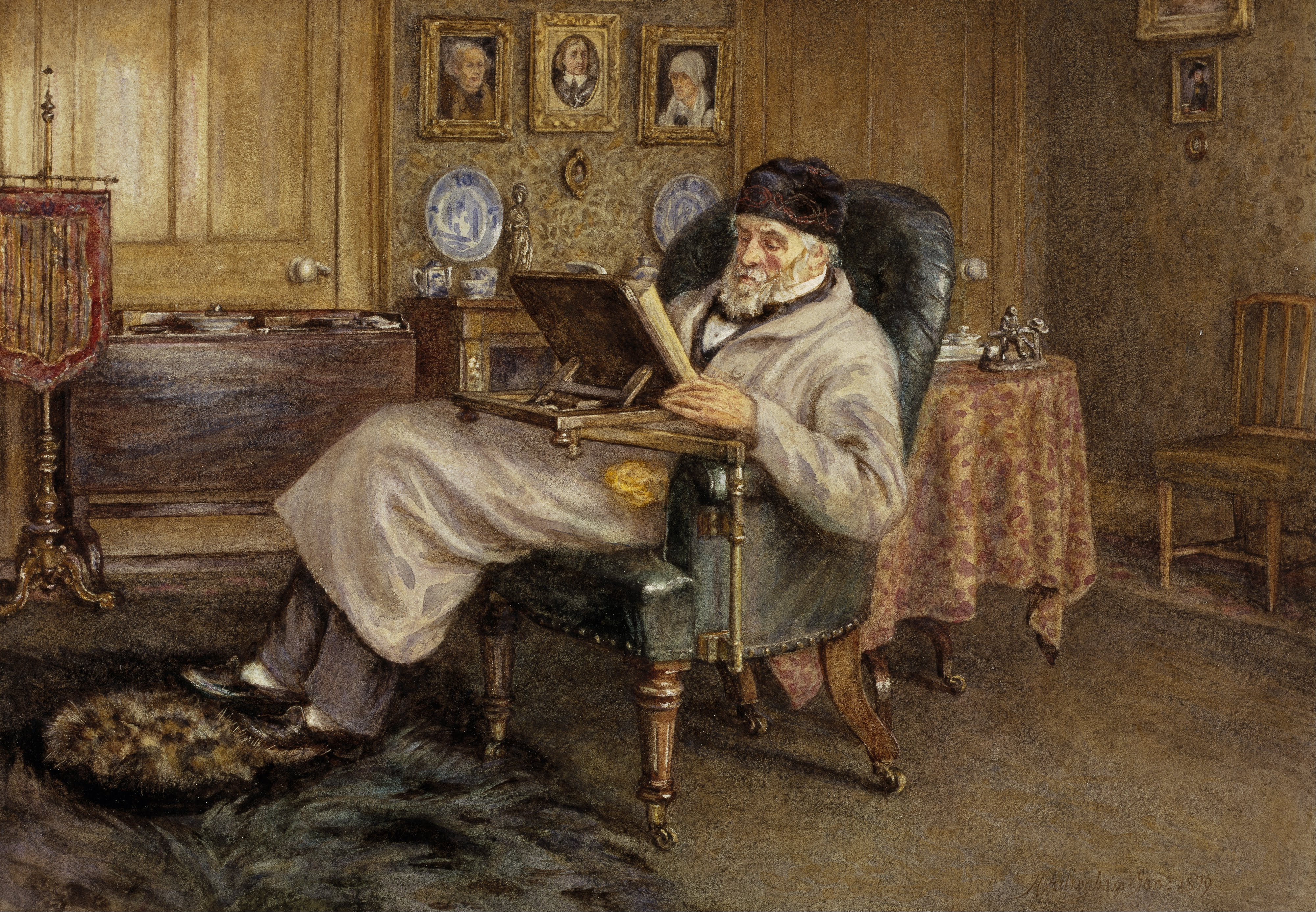
توماس كارليل الكاتب الإسكتلندي بريشة هيلين ألينغهام

خلال دراستها في المدرسة الوطنية التدريبية للفنون، عملت هيلين كرسامة توضيحية، ثم قررت التخلي عن دراستها للعمل بدوام كامل في لافن، رسمت لكتب الأطفال والكبار وللصحف كصحيفة "The Graphic"، ومن أبرز أعمالها رسوماتها لسلسلة توماس هاردي "بعيدًا عن صخب الناس" المنشورة عام 1874 في مجلة كورنهيل، ووقعت رسوماتها في هذه الحقبة ب""H. Paterson"، وقد التقت بكيت جريناواي في الدروس الفنية المسائية بمدرسة سليد للفنون الجميلة؛ ليصبحا صديقتين مدى الحياة.
خلال تطوير فينسنت فان غوخ لموهبته عن طريق دراسة الصحف الإنجليزية ذات الرسوم التوضيحية، أعجب برسومات هيلين في صحيفة "The Graphic".
في 22 أغسطس 1874 تزوجت هيلين من ويليام ألينغهام الشاعر الأيرلندي ورئيس تحرير مجلة "Fraser's Magazine" والذي كان في ضعف عمرها. بعد زواجها تركت هيلين وظيفتها لتعمل رسامة بالألوان المائية. عام 1881 انتقلت الأسرة من تشيلسي إلى ويتلي بساري، وشرعت هيلين تصور جمال الريف من حولها خصوصًا بيوت الفلاحين والأكواخ بساري وساكس التي اشتهرت بها. على الرغم من اعتراضات النقاد على لوحة "The Condemned Cottage" على سبيل المثال، إلا أنهم أشادوا بنظرتها المُرهفة المحافظة للمنطقة حولها.
استمرت هيلين في رسم المناظر الريفية في مناطق أخرى كميدلسكس وكنت وجزيرة وايت حتى فينيسيا بإيطاليا. وإلى جانب المناظر الطبيعية رسمت عدة صور شخصية كلوحة الكاتب توماس كارليل. عام 1890 أصبحت أول امرأة يتم قبولها كعضوة في الجمعية الملكية للألوان المائية.

## الإرث الفني
أسِّست جمعية هيلين ألينغهام عام 2000، حيث تم تخليد الفترة التي عاشتها في ألترينتشام بلوحات صغيرة في 16 شارع السوق بألترينتشام، وفي لفنهرست، شارع القديس جونز، بودون.
ويضم متحف هامبستد للفنون أكبر أرشيف في العالم لأعمال هيلين ألينغهام.

## لوحات

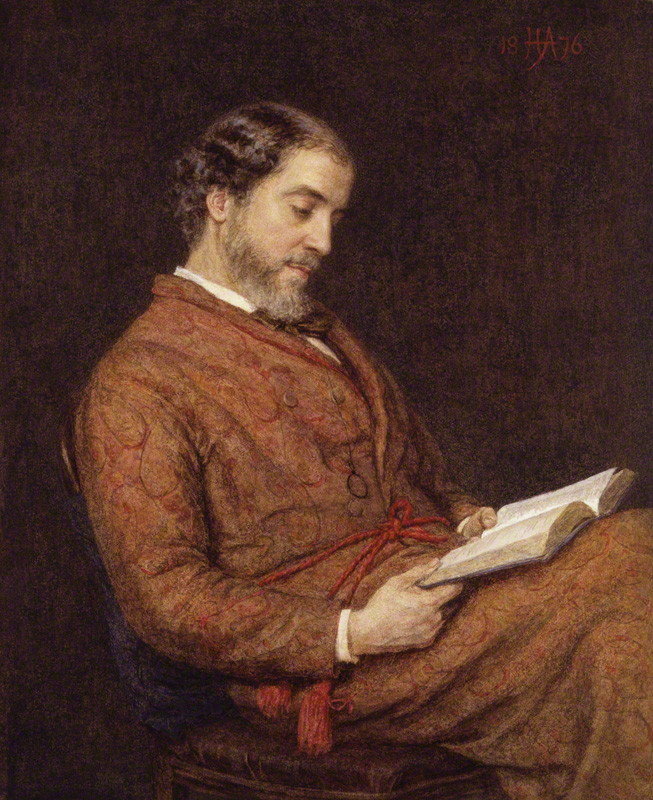
ويليام ألينغهام 1876
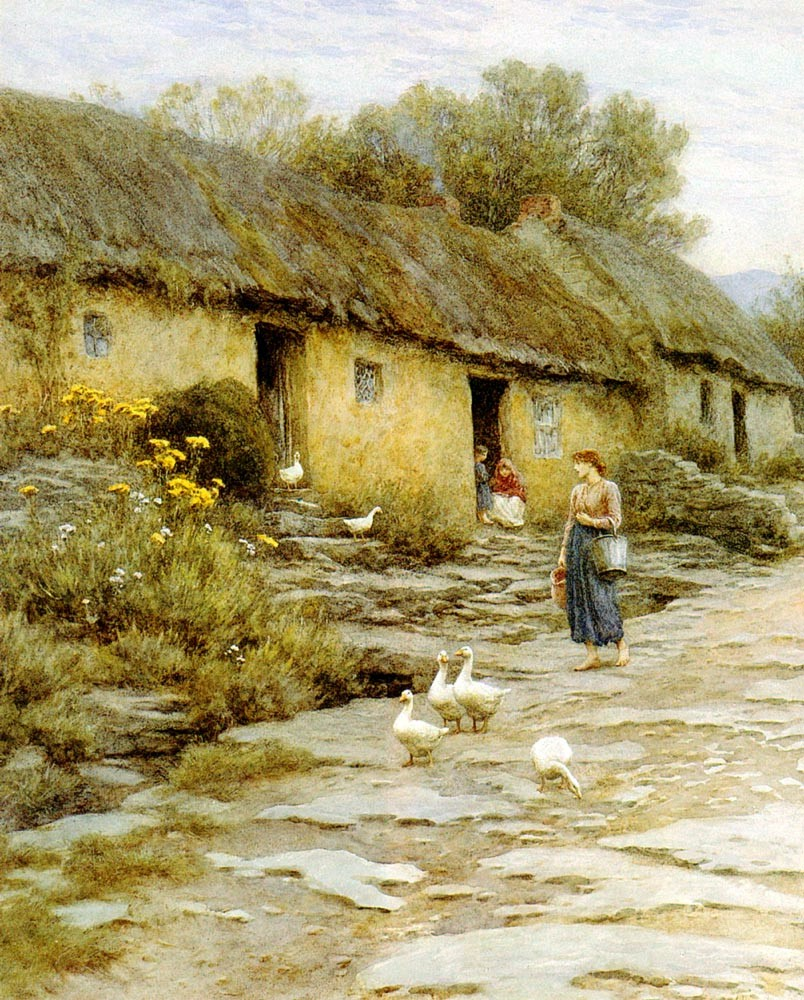
كوخ أيرلندي
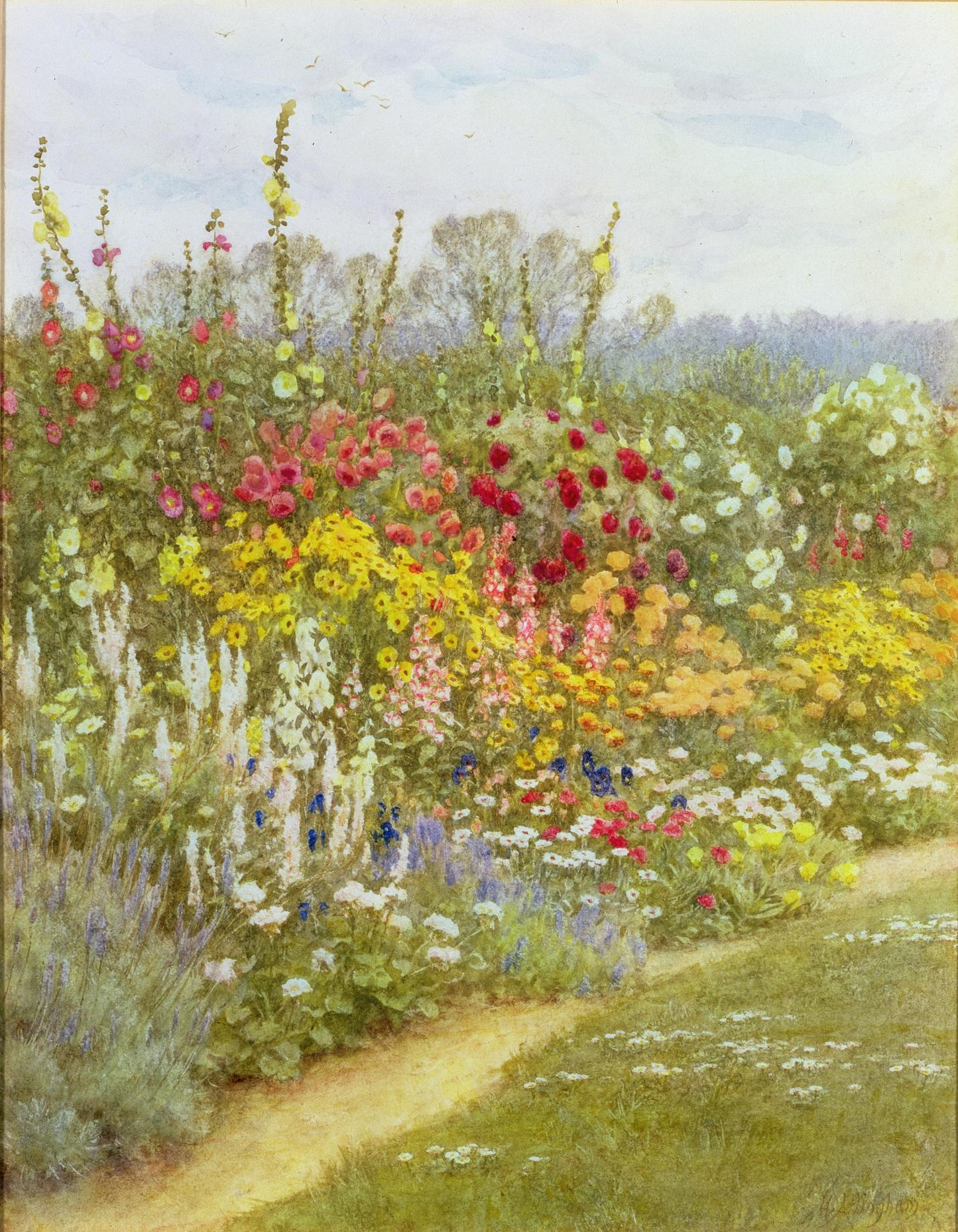
حافة عشبية
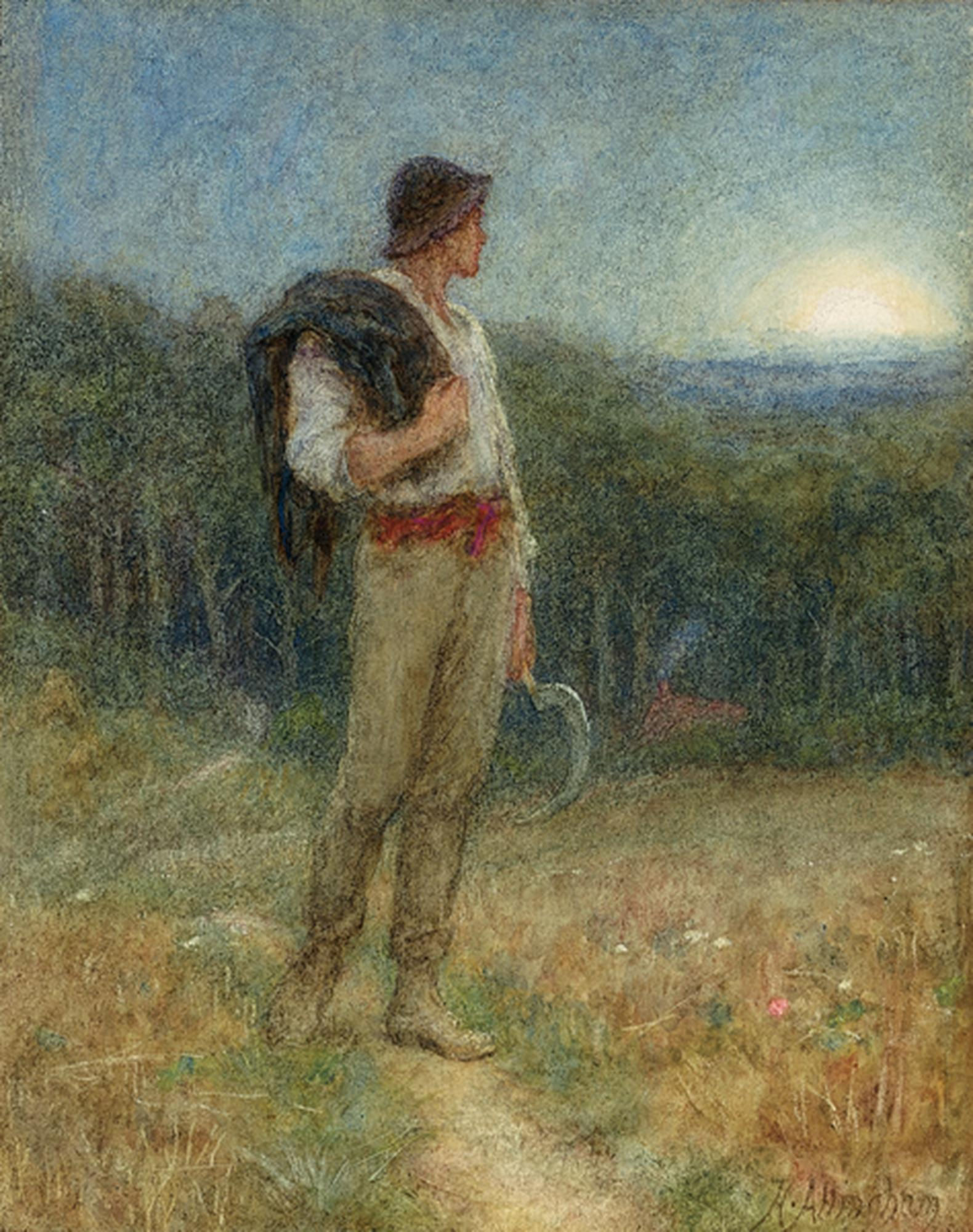
حصاد القمر
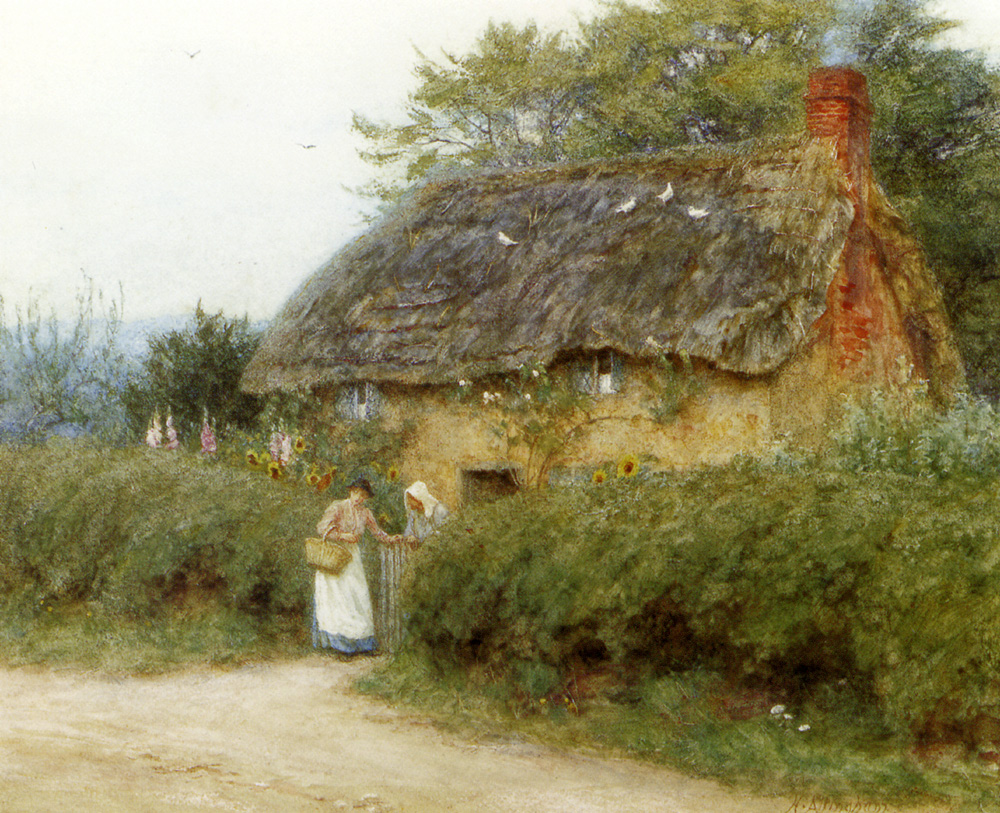
كوخ وزهرة عباد الشمس
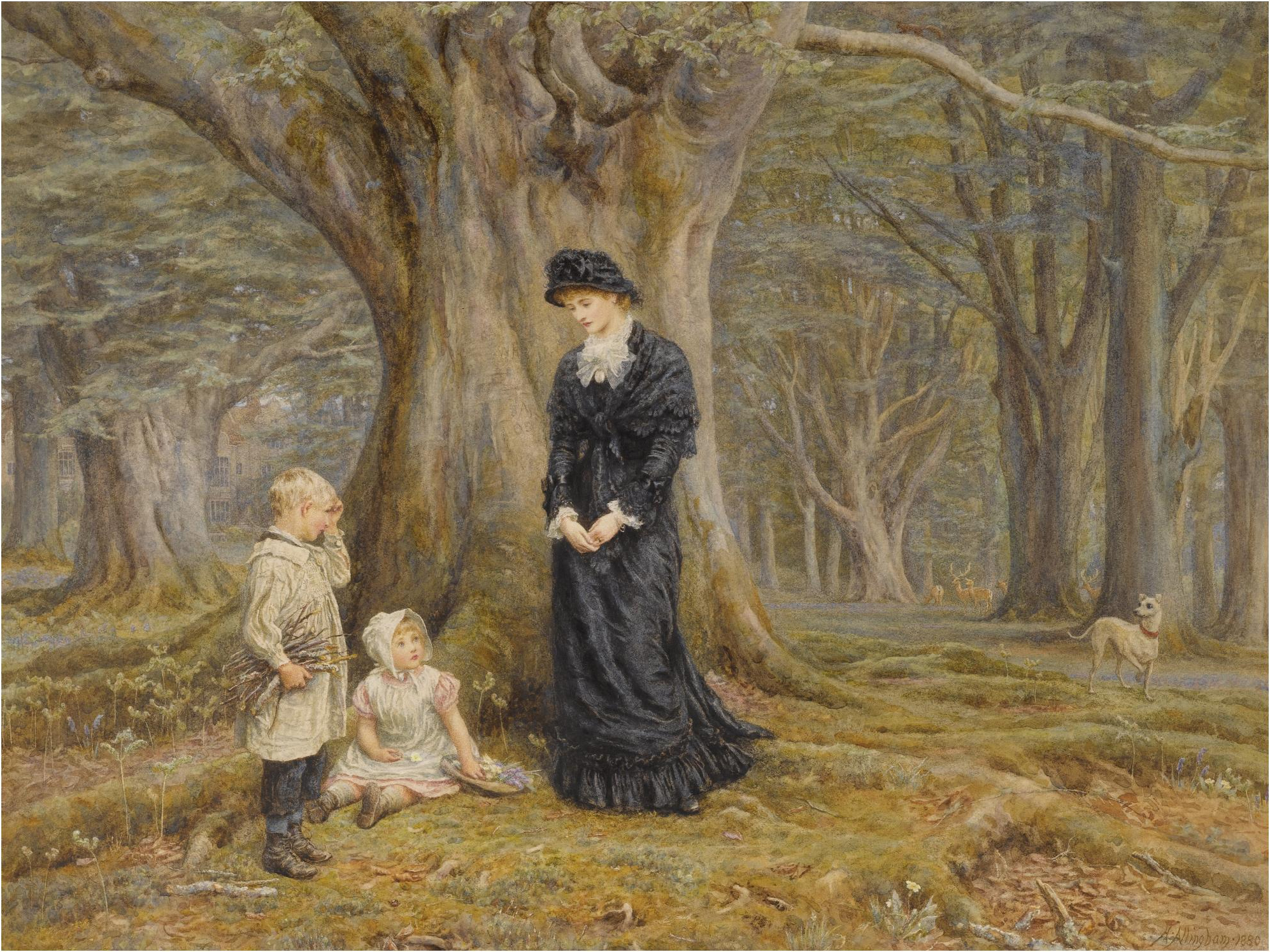
سيدة المزرعة
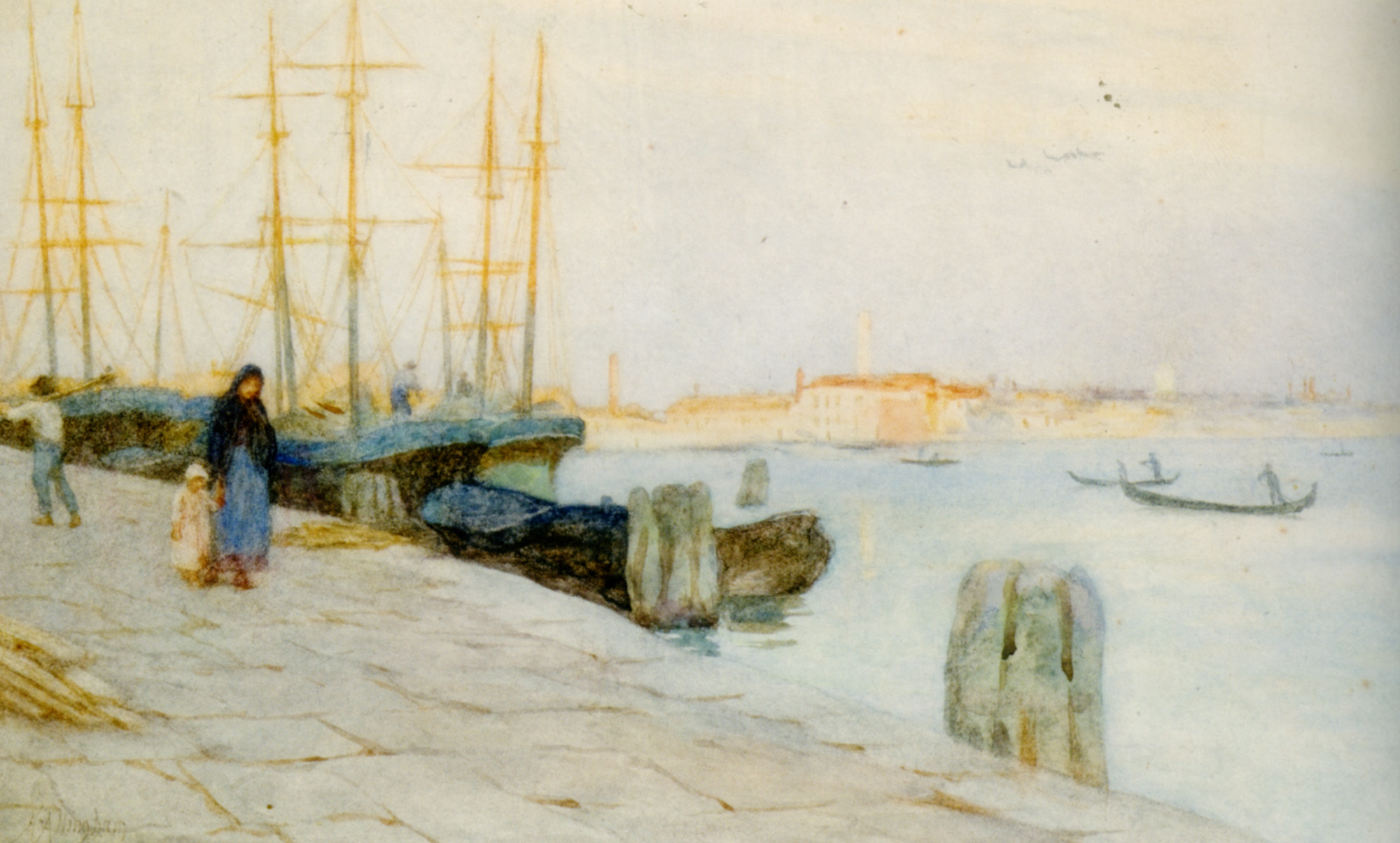
الصباح على رصيف الميناء بفينيسيا
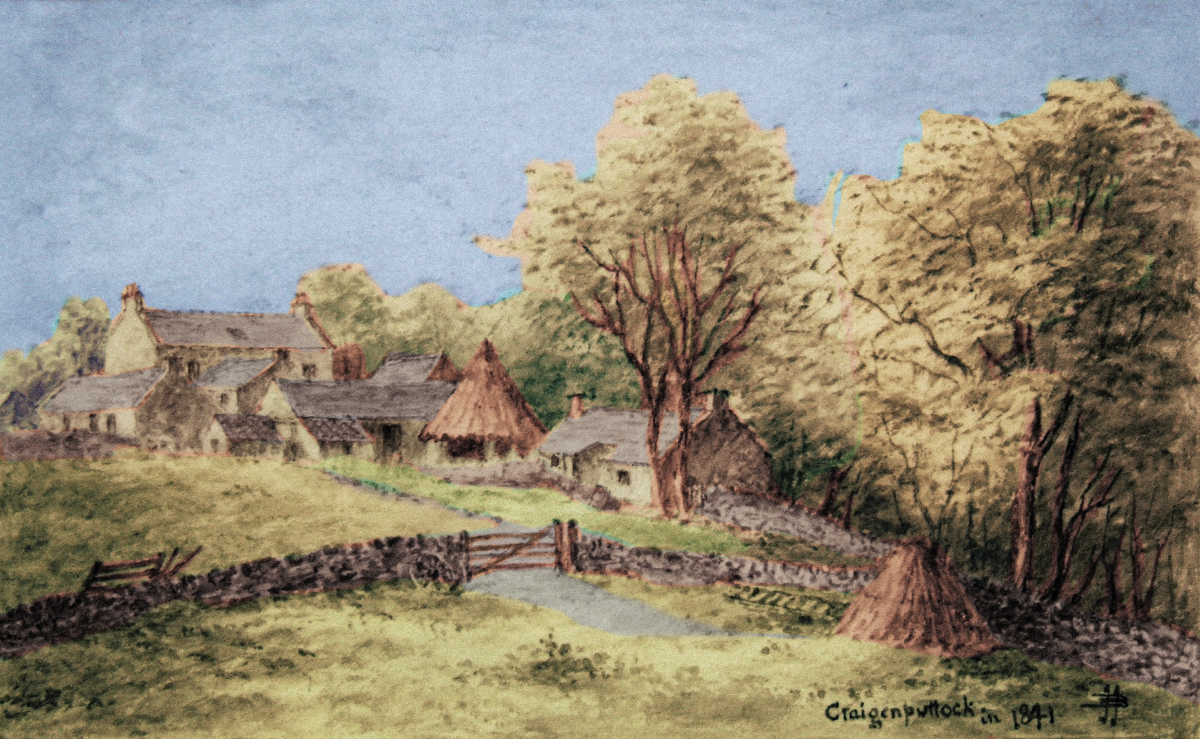
منزل الكاتب توماس كارليل
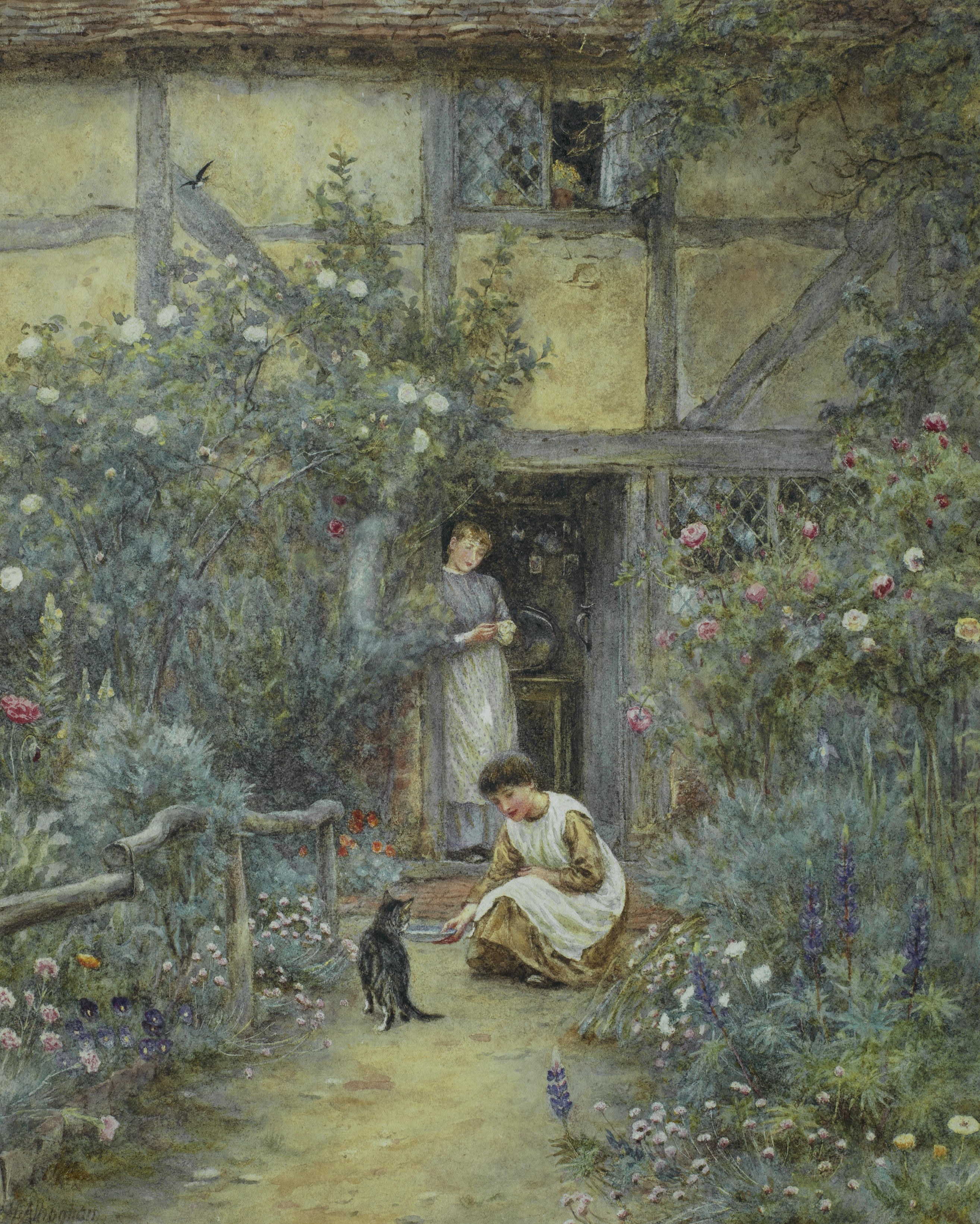
صحن الحليب